# Cosmoscarta amabilis
Cosmoscarta amabilis är en insektsart som först beskrevs av Carl Stål 1865.  Cosmoscarta amabilis ingår i släktet Cosmoscarta och familjen spottstritar. Inga underarter finns listade i Catalogue of Life.